# 北京的金山上
《北京的金山上》是一首由马倬改编自藏族民歌的歌曲。1960年起，马倬用四年时间进行改编。該歌曲的流行始於1972年中央人民廣播電台赴西藏錄音、由才旦卓瑪演唱的版本。該曲流傳至今，仍頻繁出現於各類晚會、聲樂比賽曲目。有认为“北京的金山”是虚指，“金山”来自藏族的山崇拜。

## 创作过程
1960年，马倬听到独唱演员常留柱演唱的藏族民歌《北京的金山上》，这首民歌学自藏族老艺人扎西。经过四年的修改，1964年由藏族业余歌手雍西演唱此歌参加文化部在北京举办的全国少数民族业余文艺汇演。《北京的金山上》在北京的演出大获成功。1972年，中央人民广播电台赴西藏录音，建议由才旦卓玛来演唱并增加歌词。于是作者马倬又增加了第二段词。